# Lehnbuch
Ein Lehnbuch, Lehenbuch, Lehnsbuch oder Lehensbuch ist ein Amtsbuch aus dem Lehnswesen, in dem vollständig oder für eine bestimmte Region die von einer weltlichen oder geistlichen Herrschaft ausgegebenen Lehen verzeichnet sind.

## Schreibweise
Es gibt keine einheitliche Schreibweise für den Begriff. Die vermutlich älteste Form ist Lehenbuch. Ebenso, wie Lehen und Lehn nebeneinander verwendet werden, kommt auch Lehnbuch als ältere Form vor. Nach der Bedeutung als Buch der Lehen verwenden heutige Autoren auch die Formen Lehnsbuch oder Lehensbuch (entsprechend Lehnswesen u. a.).

## Entwicklung und Formen
Erste Vorläufer der Lehnbücher entwickelten sich in der Karolingerzeit aus der Verpflichtung der Königsboten, die Reichslehen mit der vorgegebenen Formel NN habet in beneficio NN zu registrieren. Diese ursprüngliche Form der Aufzeichnung nach den Belehnten setzte sich zunächst nicht durch, sondern verschwand für Jahrhunderte.
In der Regel erst ab dem 13. Jahrhundert wurden als regional gegliederte Verzeichnisse Urbare angelegt, in denen bei verlehntem Gut mit angegeben wurde, wer der jeweilige Belehnte war. Ähnliches notierte man in Traditionsbüchern oder Kanzleibüchern. Die häufig geäußerte Forschungsmeinung, die Lehnbücher seien allgemein aus den Urbaren abzuleiten, ist umstritten. Jedenfalls wurde es üblich, in die Urbare eigene Abschnitte mit den ausgegebenen Lehen und deren Empfänger aufzunehmen. Auch die eigenen Lehen, mit denen der Lehnsherr gegebenenfalls seinerseits belehnt war, wurden zusammengefasst.
Im Wesentlichen sind zwei Formen von Lehnbüchern zu unterscheiden. Solche, die in Kurzform einen Zustand erfassen: Lehnsmann NN hat zu Lehen Objekt(e) NN, und solche, welche auf den Belehnungsakt abstellen: Lehnsmann NN hat empfangen zu Lehen Objekt(e) NN. Letztere sind in der Regel auch datiert und werden dann als Lehnregister oder Lehnaktregister bezeichnet. Häufig treten auch Mischformen auf.
Nachdem es seit dem 14. Jahrhundert üblich wurde, über die Belehnung auch eine Urkunde, den Lehnbrief, auszustellen, entstand eine dritte Form, die Lehnbriefregister. Der Text des Lehnbriefes wurde dort vollständig eingetragen.
Im 15. Jahrhundert wurde es teilweise üblich, die knappe Form der Auflistung der Belehnten in der ursprünglichen Form der Lehnbücher durch die Darstellung der Wappen der Mannen, auf deren Dienste man Anspruch hatte, aufzuwerten. Das sogenannte Mannbuch diente damit der Selbstdarstellung der eigenen Bedeutung durch den Rang des Gefolges und wurde dementsprechend aufwändig gestaltet.

## Lehnkanzlei
Lehnkanzlei, Lehnskammer oder Lehnskanzlei waren die Behörden (die Kanzlei), die das Lehnbuch führten. Im 19. Jahrhundert waren das typischerweise Abteilungen im Ministerium des königlichen Hauses.